# Station Zamienice
Station Zamienice is een spoorwegstation in de Poolse plaats Zamienice.